# Boys Like Toys
Boys Like Toys – singel polskiej piosenkarki Blanki Stajkow, wydany 4 lipca 2023 nakładem wytwórni Warner Music Poland.
Kompozycja znalazła się na 21. miejscu listy OLiA, najczęściej odtwarzanych utworów w polskich rozgłośniach radiowych. Nagranie otrzymało w Polsce status złotego singla, przekraczając liczbę 25 tysięcy sprzedanych kopii.

## Geneza utworu i historia wydania
Utwór napisali i skomponowali Andrzej Jaworski, Blanka Stajkow, Jeremi Sikorski i Kevin Mglej.
Singel ukazał się w formacie digital download 4 lipca 2023 w Polsce za pośrednictwem wytwórni płytowej Warner Music Poland.

## „Boys Like Toys” w stacjach radiowych
Nagranie było notowane na 21. miejscu w zestawieniu OLiA, najczęściej odtwarzanych utworów w polskich rozgłośniach radiowych.

## Teledysk
Do utworu powstał teledysk, który udostępniono w dniu premiery singla za pośrednictwem serwisu YouTube.

## Pozycje na listach sprzedaży
| Kraj   | Lista                    | Najwyższa pozycja |
| ------ | ------------------------ | ----------------- |
| Polska | OLiS – single w streamie | 45                |

## Pozycje na listach airplay
| Kraj   | Lista                          | Najwyższa pozycja |
| ------ | ------------------------------ | ----------------- |
| Polska | OLiS – oficjalna lista airplay | 21                |
| WNP    | Radio Hits                     | 935               |

## Certyfikaty
| Kraj          | Certyfikat  | Sprzedaż |
| ------------- | ----------- | -------- |
| Polska (ZPAV) | złota płyta | 25 000+  |

## Wyróżnienia
| Rok  | Konkurs                  | Kategoria    | Rezultat    |
| ---- | ------------------------ | ------------ | ----------- |
| 2023 | Przebój roku RMF FM 2023 | Przebój roku | 85. miejsce |